# Visual docking guidance system

VDGS

VDGS – mit Gatenummer und Koordinaten

VDGS

VDGS – mit Hochleistungs-LED (H-LED)

Das Visual docking guidance system, abgekürzt VDGS, deutsch: visuelles Andock-Leitsystem, ist ein Andocksystem (ADS). Es dient an größeren Flugplätzen dazu, den Flugzeugführern des ankommenden Fahrzeuges mittels optischer Signale über seine Position zu informieren, an die exakte Position vor den Flugsteig einzuweisen (engl. final stop position). Sinn und Zweck ist hierbei ein sicheres, exaktes und zeitsparendes Andocken zu ermöglichen. Die sehr exakte Parkposition des Flugzeuges ist deshalb erforderlich, weil die Fluggastbrücke nur einen begrenzten Bewegungsspielraum hat, trotzdem aber exakt an der Flugzeugtür zum Ein- und Aussteigen platziert werden muss. Die Zeitersparnis kommt nicht nur dem Flugzeug zugute, sondern entlastet auch den Rollverkehr auf dem stark befahrenen Vorfeld.
Auf einer einzigen, kombinierten Anzeigetafel, die vor dem Flugzeug in Augenhöhe der Piloten am Empfangsgebäude hängt, bekommen die Piloten sowohl Informationen über die Entfernung bis zum endgültigen Haltepunkt (engl. distance guiding), die Information, wann er anhalten muss und die Seitenabweichung (engl. azimuth guiding) angezeigt. Außer dem Visual docking guidance system, das außen am Flughafengebäude am jeweiligen Gate, in Augenhöhe der Piloten angebracht ist, sehen die Piloten die Nummer der Parkposition und die genauen geografischen Koordinaten der Parkposition.
Die Heranführung des Flugzeuges an das Visual docking guidance system erfolgt über Rolllinien. Je nach Flugplatz wird eventuell zusätzlich ein Follow-me-Car eingesetzt.
Für das Visual docking guidance system gibt es an verschiedenen Flugplätzen verschiedene Systeme. Gemeinsam ist aber allen Systemen, dass sie den Piloten eine Abstandsinformation und eine Seitenführung geben. Die Abstandsinformation wird meist über zusammenschrumpfende Leuchtbalken angezeigt. Eventuell wird zusätzlich die Entfernung in Metern eingeblendet. Fast immer erfolgt das Haltesignal durch die Leuchtschrift: STOP. Die Seitenführung erfolgt über das Aufleuchten von Pfeilen.
Das Visual docking guidance system berücksichtigt die verschiedenen Parkpositionen für die verschiedenen Flugzeugtypen, die sich um einige Meter unterscheiden können. Die Größe der Anzeigetafeln variiert ja nach System zwischen 1 × 1 m und 1,5 × 1,5 m.
Einige Visual docking guidance Systeme bieten einen zusätzlichen Mehrwert, indem sie die Onblock- und Offblock-Zeit registrieren und Informationen mit dem Aeronautical Information Service (AIS) austauschen.

## Geschichte
Erst nach Einführung der ersten Fluggastbrücken 1959 entwickelte sich der Bedarf für Visual docking guidance Systeme. Mit dem Aufkommen der Fluggastbrücken wurde das exakte "Einparken" des Flugzeuges notwendig. In früheren Zeiten war die absolut genaue Einhaltung der Parkposition nicht erforderlich, da die Passagiere das Flugzeug über eine fahrbare Gangway bestiegen und verließen. Damals erfolgte die Zuweisung der Parkposition durch einen Einwinker (Marshaller).
Beim Einparken an einem Flugsteig konnte schon allein deshalb kein Einwinker mehr eingesetzt werden, da das Flugzeug mit seiner Flugzeugnase meist direkt auf das Flughafengebäude zufährt und sehr dicht heranfährt, so dass der Einwinker gar nicht mehr weit genug vor dem Flugzeug stehen kann, um noch von den Piloten gesehen zu werden.
In den 1970er Jahren benutzten diese Systeme vorwiegend pneumatische Sensoren. Bei älteren Systemen mussten die Piloten meist ihren Kopf zur Seite drehen, um die Anzeigetafel zu sehen, da sie auf dem Prinzip des Parallaxenfehlers aufgebaut waren.
Heutzutage werden für diese Systeme Laser, LADAR, Bodensensoren oder Videokameras mit automatischer Bilderkennung eingesetzt.

## ICAO-Vorschriften
Die ICAO-Vorschriften für Visual Docking Guidance Systeme sind im Anhang 14 (Annex 14 Vol.I, 5.3.24) zu finden.

## AGNIS/PAPA

AGNIS (links im Bild) und PAPA (rechts im Bild)

Das AGNIS/PAPA-Andocksystem ist in Großbritannien weit verbreitet. Dieses System ist alt, zuverlässig und günstig, aber auch relativ ungenau.
Die linke Seite der Anzeige gibt die Seiteninformation. AGNIS steht für Azimuth Guidance for Nose-In Stand. Die rechte Seite der Anzeige liefert die Entfernungsinformation. PAPA steht für Parallax Aircraft Parking Aid.
|  |  |  |

Die AGNIS-Anzeige besteht wiederum aus zwei Feldern. Weicht das Flugzeug nach einer Seite ab, dann leuchtet das Feld dieser Seite rot. Wenn das Flugzeug exakt auf der Mittellinie des Andocksystems fährt oder steht, dann leuchten beide Felder grün.

PAPA

Bei der PAPA-Anzeige läuft ein weißes Anzeigefeld durch eine Liste mit verschiedenen Flugzeugtypen. Der steuernde Pilot muss so weit mit seinem Flugzeug vorrollen, bis das weiße Anzeigenfeld bei seinem Flugzeugtyp steht. Falls sein Flugzeugtyp nicht aufgeführt ist, muss er einen Flugzeugtyp wählen, der den Maßen seines Flugzeuges ungefähr entspricht. Das Funktionsprinzip der PAPA-Anzeige beruht auf dem Parallaxenfehler.

## A-VDGS

A-VDGS

A-VDGS steht für Advanced Visual docking guidance system und ermöglicht eine Parkposition zum Andocken mit maximal 10 cm Abweichung. Die sehr exakte Positionierung erlaubt es, die Fluggastbrücken bereits nahe an der erforderlichen Endposition zu platzieren, so dass sie zum Andocken nur noch ganz gering und zeitsparend bewegt werden müssen.
Bei einem Systemausfall wird das "Stop"-Signal angezeigt.

## SafeGate
SafeGate ist ein etwas älteres System, welches heute kaum noch Verwendung findet.

## Synonyme, Varianten und Modelle
- guidance system
- gate park system
- gate guidance system
- aircraft gate system
- aircraft gate support system
- APIS (aircraft parking and information system)
- PADS (Parallax Aircraft Docking System)
- CAM-ADS
- SMGCS
- JB1900